# Trommelfellperforation
Eine Trommelfellperforation (bzw. Trommelfellriss) ist eine Pathologie des Mittelohres und des Warzenfortsatzes, wobei ein Loch oder ein Riss im Trommelfell entsteht. Ein Trommelfellriss wird durch Mittelohrentzündung und/oder verschiedene Verletzungen verursacht, u. a. kann auch Geräusch eine Perforation provozieren.

## Verbreitung
Die genaue Verbreitung von Trommelfellperforation ist nicht bekannt, doch sind vermutlich 6,80/1000 Einwohner davon betroffen. Dabei ist die Trommelfellverletzung mehr unter Säuglingen und Kindern verbreitet. Kleinkinder neigen dazu, kleinere Fremdkörper in den Gehörgang zu stecken und dabei das dünne Trommelfell zu verletzen. Gehörgangsentzündungen als Ursache sind eher für Erwachsene typisch.

## Ursachen
Mögliche Ursachen von Trommelfellperforation:
1. Mittelohrentzündung (Otitis media). Bei einer Mittelohrentzündung sammelt sich die Flüssigkeit im Mittelohr an. Der Druck kann eine Perforation hervorrufen[5].
2. Barotrauma – plötzlicher Druck auf das Trommelfell, beispielsweise beim Tauchen, Fallschirmspringen oder wegen des Zurückhaltens von Niesen[6]
3. Explosionstrauma (auch Knalltrauma genannt) –  Explosions- oder Schussgeräusche wie auch eine Explosion können einen Trommelfellriss provozieren.
4. Ohrverletzung durch Fremdkörper. Kleine Fremdkörper, u. a. Wattestäbchen, können das Trommelfell verletzen.[7]
5. Schwere Kopfverletzung, wie etwa Schädelbruch, kann auch Innen- und Mittelohr mit dem Trommelfell betreffen.

## Diagnose
Eine Otoskopie (Ohrenspiegelung) bzw. Ohrmikroskopie dient dazu, mögliche Verletzungen und Entzündungen des Trommelfells zu erkennen.
Je nach Bedarf wird auch Tonaudiometrie (audiologischer Test) empfohlen, um das Hörvermögen zu prüfen.

## Symptome
Zu den Symptomen von Trommelfellperforation zählen heftige Ohrenschmerzen, die jedoch relativ schnell verschwinden (innerhalb von 2 bis 3 Tagen). Zudem können Blut oder Eiter im Gehörgang, Hörverlust oder Schwerhörigkeit, Tinnitus, Schwindelgefühl (Vertigo) und Druckgefühl im Ohr auftreten.

## Therapien
Eine Trommelfellperforation kann innerhalb weniger Wochen bis Monate ausheilen. Allerdings ist in schweren Fällen eine Operation unter Vollnarkose empfohlen, wobei auch Silikonstreifen benutzt werden.

## Vorbeugung
Eine Mittelohrentzündung sollte rechtzeitig behandelt werden. Bei Ohrenschmerzen, Fieber, Nasenverstopfung sowie Schwerhörigkeit kann eine Infektion nicht ausgeschlossen werden. Bei Flugreisen sollte man einen guten Druckausgleich unterstützen, beispielsweise mit Kaugummis. Das Valsalva-Manöver wird ebenfalls empfohlen. Scharfe Fremdkörper, beispielsweise Wattestäbchen, sollten nicht zur Ohrenreinigung verwendet werden. Als eine Alternative kann man das Ohrenschmalz mit einem weichen Tuch selbst abwischen oder einen Pfropf vom HNO-Arzt entfernen lassen. Zudem sollte man sich vor höheren Geräuschpegeln schützen. Es ist immer empfehlenswert, Ohrenstöpsel oder Ohrenschützer bei lärmintensiven Arbeiten zu tragen.